# 左辉春
左辉春，湖南湘乡人，是一名清朝政治人物。
左辉春曾于1846年接替肖翀任南汇县知县一职，1847年先由黄廷赞接任，未上任，改由金咸接任。